# Jennifer Finnigan
Jennifer Finnigan   (Montreal, 22 d'agost de 1979) Jennifer Christina Finnigan és una actriu canadenca, més coneguda pel seu paper de Bridget Forrester a la telenovel·la americana The Bold and the Beautiful del 2000 al 2004, per la qual va guanyar tres premis Daytime Emmy per Millor actriu jove en una sèrie dramàtica . També va aparèixer al drama legal de la CBS Close to Home (2005–2007) i a la sitcom de l'ABC Better with You (2010–2011). Finnigan també va protagonitzar la sèrie FX Tyrant (2014-2016). Més tard va protagonitzar el drama de ciència-ficció de CBS Salvation (2017-2018).

## Biografia
Finnigan va néixer a Montreal, Quebec. És filla de Diane Rioux Finnigan, i de la popular personalitat de la ràdio Jack Finnigan, que va ser present a la ràdio CJAD a Mont-real des de 1972 fins a 2005. Va assistir a la Sacred Heart School de Montreal, una escola privada catòlica de noies de la qual es va graduar el 1996.

## Vida personal
Finnigan es va casar amb l'actor Jonathan Silverman, el seu company a la pel·lícula Beethoven 's Big Break, el 7 de juny de 2007 a l'illa de Mykonos a Grècia. Ella i Silverman tenen una filla, Ella Jack, nascuda el 29 de setembre de 2017.

## Carrera
Entre 1998 i 2000, va aparèixer en diversos programes canadencs, entre ells " La Femme Nikita ".
A mitjans de 2000, es va traslladar als Estats Units i va començar a treballar a la telenovel·la " The Bold and the Beautiful ", on va estar fins a gener de 2004. La seva actuació allà li va valer tres Daytime Emmy Awards consecutius com a Actriu Jove Destacada (és la primera persona a aconseguir-ho). Va participar en sèries com " Crossing Jordan " i " Commited " i des de 2005 va protagonitzar " Close to Home " durant dues temporades. També va protagonitzar Playing for Keeps, una pel·lícula original de CTV / Lifetime, emesa com What Color is Love? en els Estats Units. Finnigan va protagonitzar la sitcom de l'ABC Better with You, que es va cancel·lar després d'una sola temporada.
Va protagonitzar al costat de Jason Priestley l'episodi de la sisena temporada de Psych, "Neil Simon's Lover's Retreat". També ha fet Shadow Island Mysteries: The Last Christmas i Shadow Island Mysteries: Wedding for One .
El 2013, va protagonitzar la sèrie de TNT Monday Mornings en la qual el seu marit real Jonathan Silverman era un membre recurrent del repartiment. La sèrie es va cancel·lar després d'una temporada.
També va protagonitzar la sèrie FX Tyrant, que va començar el 24 de juny de 2014. Tyrant va emetre el seu darrer episodi el 7 de setembre de 2016, després de tres temporades.

## Filmografia

### Cinema
| Any  | Títol                 | Notes |
| ---- | --------------------- | ----- |
| 2006 | Nice Guys             |       |
| 2008 | The Coverup           |       |
| 2008 | Beethoven's Big Break |       |
| 2010 | Conception            |       |

### Televisió
| Any       | Títol                           | Notes                  |
| --------- | ------------------------------- | ---------------------- |
| 1998      | The Mystery Files of Shelby Woo |                        |
| 1999      | Big Wolf on Campus              |                        |
| 1999-2009 | Student Bodies                  |                        |
| 2000      | La Femme Nikita                 |                        |
| 2000      | Are You Afraid of the Dark?     |                        |
| 2000      | The Fearing Mind                |                        |
| 2000      | The Stalking of Laurie Show     | Pel·lícula per a la TV |
| 2000-2004 | The Bold and the Beautiful      |                        |
| 2001      | Llarg Winch                     |                        |
| 2004      | Crossing Jordan                 |                        |
| 2005      | Committed                       |                        |
| 2005-2007 | Close to Home                   |                        |
| 2005-2007 | The Dead Zone                   |                        |
| 2008      | Playing for Keeps               | Pel·lícula per a la TV |
| 2009      | Inside the Box                  | Pel·lícula per a la TV |
| 2010      | Wedding for One                 | Pel·lícula per a la TV |
| 2010-2011 | Better with You                 |                        |
| 2014-     | Tyrant                          |                        |
| 2017      | Salvation                       |                        |